# Arconte
Il nome arconte (in greco antico: ἄρχων?, árchon, al plurale ἄρχοντες) designava la carica di magistrato supremo in varie poleis dell'antica Grecia; questa carica fu poi usata anche nell'Impero bizantino. I Grandi Ufficiali del Regno di Sicilia detenevano questo titolo.

## La carica ad Atene
In modo particolare ad Atene, l'arcontato ebbe notevoli poteri fino alla riforma di Temistocle (487/86 a.C.), rappresentando la massima carica civile e militare.

### Tradizione
La tradizione, che senza alcun dubbio presenta molto di artificioso, vuole che l'origine di tale magistratura si debba situare alla fine del periodo monarchico, che tuttavia presenta un ulteriore problema di definizione: prima del re Teseo (a cui la tradizione attribuisce sia il ruolo di civilizzatore dei territori fra l'Attica e il Peloponneso, sia quello di promotore del sinecismo dell'Attica intorno al centro: Atene) si contano infatti i nomi di quattro re (Cecrope, Erittonio, Pandione, Egeo) e poi almeno altri sette re fino a Medonte (1069-1049 a.C.) o Acasto (1049-1013 a.C.) con i quali ha inizio la dinastia dei Medontidi, arconti a vita o re. 
Ciò è comunque indicativo del fatto che questa serie di capi sono "a tal punto integrati nell'aristocrazia da poter essere ricordati come arconti". Successivamente si avvicendarono sette arconti decennali (dekaeteîs) di cui i primi quattro (Carope, Esimide, Clidico, Ippomene: 753-713 a.C.) erano ancora scelti fra i Medontidi, cosa che non avvenne con gli ultimi (Leocrate, Apsandro, Erissia: 713-683 a.C.). Un'apposita lista degli arconti ateniesi ci tramanda i loro nomi progressivi, fornendoci peraltro un importante criterio di datazione relativa per la storia antica.

### I nove arconti
Quindi gli arconti, eletti annualmente per sorteggio, divennero nove: 
- un eponimo, che dava il nome all'anno[4];
- un polemarco, originariamente, come indica il nome, capo militare (le cui funzioni vennero raccolte dal V secolo a.C. dagli strateghi), che perde progressivamente il suo potere in favore dell'esercizio di garante e gestore degli stranieri imputati i quali, non essendo cittadini ateniesi (quindi non avendo personalità giuridica), non avrebbero avuto alcuna possibilità di giustizia senza una figura del genere[5];
- un basileus (Arconte Re), al quale erano assegnate le competenze in materia religiosa[6];
- sei tesmoteti, che si occupavano principalmente di tenere viva la memoria delle sentenze giudiziarie e di contribuire alle fasi iniziali degli atti dei tribunali[7].

Gli ex arconti diventavano automaticamente membri a vita dell'Areopago.
In origine l'arcontato era una magistratura riservata all'aristocrazia; con le riforme di Solone potevano accedere all'arcontato gli appartenenti alle classi più ricche (pentacosiomedimni e hippeis). L'ultimo atto di democratizzazione dell'arcontato fu compiuto da Pericle, che lo rese accessibile anche agli zeugiti.
A un esponente politico, cioè all'arconte eponimo, erano affidate le procedure organizzative preliminari nei teatri; doveva infatti designare coloro che avrebbero sostenuto le spese per l'allestimento e l'istruzione del coro, e selezionare poeti aspiranti al concorso, forse sulla base di un copione provvisorio. Ai poeti prescelti l'arconte assegnava gli attori, anch'essi stipendiati con denaro pubblico, necessari alla messa in scena.

### Arconti di rilievo
Furono arconti di rilievo, nella storia ateniese, Dracone, Solone, Pisistrato e Clistene, colui che diede un assetto democratico alla polis attica dividendo la popolazione in dieci tribù.